# ینیج
ینیج (به ترکی استانبولی: Yenice) یک منطقهٔ مسکونی در ترکیه است که در استان قره‌بوک واقع شده‌است. ینیج ۴۴۴ متر بالاتر از سطح دریا واقع شده‌است.